# Let L-200 Morava
Лет L-200 Морава (чеш. Let L-200 Morava) — лёгкий двухмоторный самолёт производства Чехословакии. Выпускался в 1960-х на предприятии Let Kunovice.

## История создания
До самолёта Let L-200 Morava чехословацкое предприятие Let выпускало по лицензии самолёты Aero Ae 45. В 1955 конструкторское бюро под руководством Ладислава Смрчека (Ladislav Smrček) начало разработку нового лёгкого самолёта с пассажировместимостью до пяти человек. На самолёт предполагалось устанавливать двигатели Avia M 337 мощностью 210 л. с., однако из-за их неготовности первый прототип полетел с двигателями Walter Minor 6-III мощностью 160 л. с.

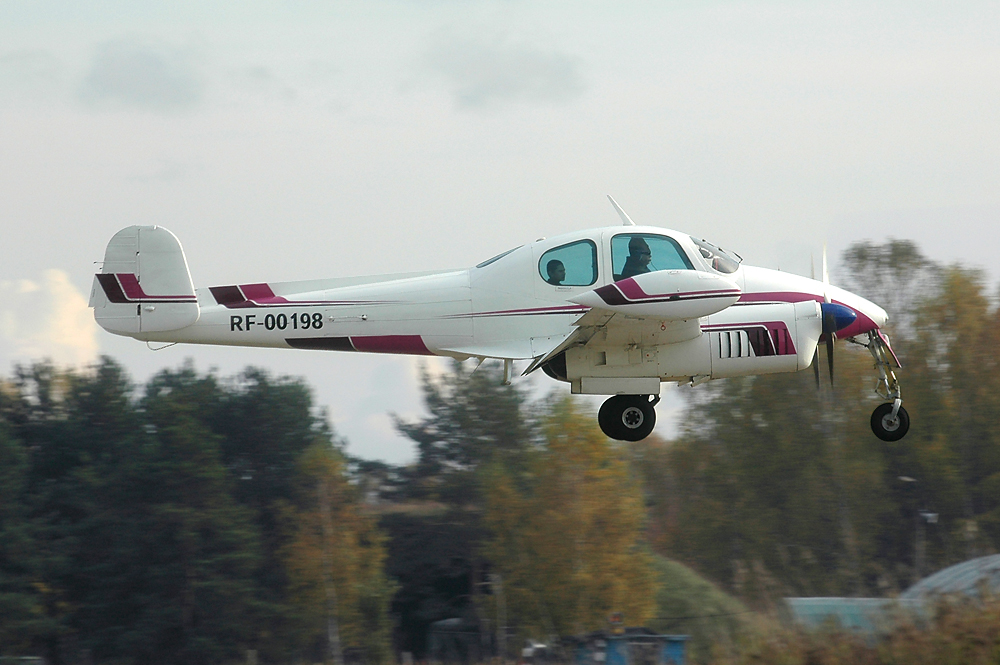
L-200 Morava

Образец с обозначением XL-200 (OK-LNA) совершил свой первый полёт 9 апреля 1957. В этом же году предприятие выпустило десять предсерийных самолётов. Самолёт успешно прошёл государственные испытания в 1958-59 годах и был рекомендован в серийное производство. Выпускались машины двух серий: L-200А и L-200D. Второй вариант (с некоторыми изменениями: трёхлопастные воздушные винты, радиооборудование и пр.) — преимущественно для Аэрофлота СССР. Всего к окончанию производства в 1964 г. было выпущено 367 самолётов.

## Конструкция самолёта
Цельнометаллический двухмоторный свободнонесущий моноплан, с низким расположением крыла и двухкилевым оперением, трёхстоечное убирающееся шасси с носовой стойкой.

## Использование
Самолёт нашёл применение в качестве лёгкого пассажирского транспорта, самолёта связи, санитарного и тренировочного самолёта. В ЧССР использовалось около ста самолётов (аэроклубы организации Swazarm, предприятие Skoda, авиакомпании Agrolet, Czechoslovak Airlines, около 20 штук — в ВВС Чехословакии). Крупным (по сути, основным) заказчиком L-200 был Советский Союз: Аэрофлот приобрёл 68 самолётов L-200А и 113 машин L-200D. Последние поставки в СССР были выполнены в 1966 г. Самолёт использовался на некоторых местных линиях Аэрофлота (центральные и южные области СССР) в качестве «воздушного такси». L-200 были выведены из эксплуатации в СССР в 1970-х годах. Одной из причин вывода из эксплуатации стал произошедший 27 октября 1970 года случай угона в Турцию, показав тем самым всю опасность перевозок пассажиров на этих лёгких самолётах в приграничных районах СССР. Хотя эксплуатация самолётов не из аэропортов, а с минимально оборудованных посадочных площадок была очень удобной для пассажиров, но она была абсолютно не защищена от проникновения на борт злоумышленников. Вывод из эксплуатации L-200 и полное списание Як-12 окончательно ликвидировали в СССР такой сегмент перевозок как «воздушное такси». Списание самолётов этого типа проходило в основном с 1971 по 1978 годы. Последний L-200 в СССР был списан в ГВА в ноябре 1979 года.
Около пятидесяти L-200 использовалось в ПНР, в основном в качестве санитарных самолётов. Некоторое количество L-200 использовалось в Болгарии, Венгрии, Великобритании, ГДР, Египте, Индии, Индонезии, Италии, Кубе, Франции, Швейцарии, Швеции и Югославии. Часть самолётов находится в эксплуатации и на сегодняшний момент (2010).
Самолёт использовался в качестве реквизита при съемках фильмов «Освобождение» и «Битва за Москву», где исполнил роль немецкого истребителя-бомбардировщика Ме-110.

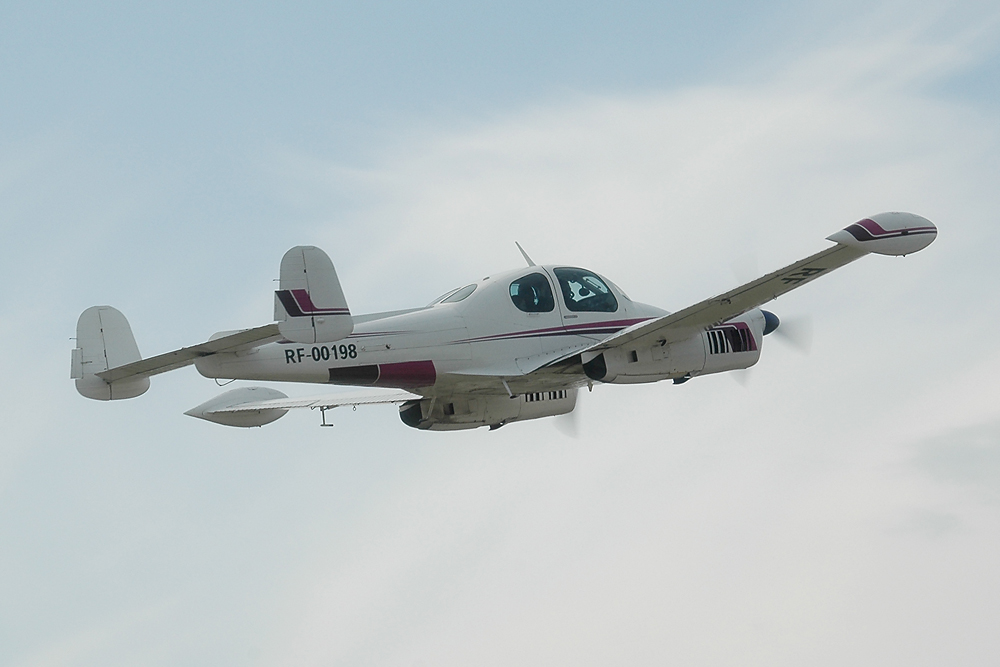
Let L-200D Morava

 А также в остросюжетном фильме «Похищение «Савойи»», исполнив в начале фильма роль самолёта наркоторговцев.

## Лётно-технические характеристики
Экипаж: 1
Пассажировместимость: 4
Длина: 8,61 м
Размах крыльев: 12,31 м
Высота: 2,25 м
Площадь крыльев: 17,28 м²
Сухой вес: 1 330 кг
Максимальный взлётный вес: 1 950 кг
Силовая установка: 2× Walter M337 (рядный, шестицилиндровый, воздушного охлаждения), мощность 210 л. с. (154 кВт)
Максимальная скорость: 290 км/ч
Крейсерская скорость: 256 км/ч
Дальность: 1 710 км
Практический потолок: 5 700 м
Скороподъёмность: 6,5 м/с

## Аварии и катастрофы
| Дата       | Бортовой номер | Место катастрофы                                      | Жертвы | Краткое описание |
| ---------- | -------------- | ----------------------------------------------------- | ------ | --- |
| 04.09.1965 | 34469          | Брянск                                                | 1/3    | При заходе на посадку появилась вибрация в правом двигателе, который пилот отключил. Из-за малого опыта пилота, вошёл в штопор и врезался в дом. |
| 26.03.1966 | 34426          | близ Новороссийска                                    | 5/5    | При полёте в тумане отклонился от трассы и врезался в гору.                                                                                      |
| 29.07.1968 | 02110          | Волгоградская область, близ посёлка Большие Чапурники | 5/5    | Вскоре после вылета отказал один двигатель. Разбился при посадке на поляне вне аэродрома.                                                        |
| 27.07.2013 | RA-0364G       | Республика Коми, близ посёлка Няшабож                 | 0/2    | В полёте отказал левый двигатель. Задел деревья при заходе на посадку вне аэродрома, потерял скорость и при жёсткой посадке загорелся.           |